# Juraj Horváth
Juraj Horváth (ur. 19 listopada 1965) – słowacki polityk, od 2006 poseł do Rady Narodowej i przewodniczący Komisji Spraw Zagranicznych.

## Życiorys
Ukończył studia na Wydziale Prawa Uniwersytetu Komeńskiego w Bratysławie. W latach 1991–1993 zatrudniony w kancelarii adwokackiej, zaś od 1993 w Ministerstwie Spraw Zagranicznych Republiki Słowackiej. W latach 2002–2006 był asystentem posła, zaś w wyborach 2006 uzyskał mandat poselski z ramienia SMERu. Został wybrany przewodniczącym Komisji Spraw Zagranicznych, jest również członkiem Komisji Spraw Europejskich.